# Итурийский конфликт
Итурийский конфликт — межэтнический конфликт между местными нилотами ленду (FNI — Фронт националистов и интеграционистов) и банту хема (UPC — Союз конголезских патриотов), разразившийся на северо-востоке ДР Конго (провинция Итури) в годы Второй конголезской войны.

## Предыстория
Ленду традиционно занимаются земледелием, а хема — скотоводством. Конфликты между ними начались с приходом европейцев, которые стали выделять народность хема как более интеллектуальную чем ленду. Власти Бельгийского Конго предоставляли хема льготные условия доступа к системе образования, медицине и т. д., а также стали привлекать хема к участию в управлении, что вызывало недовольство среди ленду. В период независимости Мобуту по сложившейся с колониальных времен традиции стал сотрудничать с хема. Хема расширили свои земельные владения за счёт земель ленду, стада хему вытаптывали посевы ленду. Разбогатевшие хема стали держать в постоянном страхе народ ленду. Таким образом, «плохо одетые, скорее наполовину нагие, они не могли интегрироваться в социальную систему, позволяющую пользоваться медицинским обслуживанием или образованием» и были вынуждены существовать по схеме «работа за питание». На почве социального неравенства стали возникать конфликты. Самые крупные столкновения между ленду и хема происходили в 1911, 1966, 1979, 1992, 1999 и 2003 годах.

## Ход событий
В 1998—1999 годах к северу от города Буниа начался конфликт из-за расширения земельных владений хема, который постепенно перекинулся на весь район Итури. Подразделения угандийской армии, которые в связи с Второй конголезской войной находились в Итури с 1998 года, поддержали хема. Это ещё больше обостряло конфликт между ленду и хема. Вожди ленду создали отряды самообороны и сами начали нападать на деревни хема. Хема использовали огнестрельное оружие заводского производства, а ленду — дротики и самодельное огнестрельное оружие.
В начале 2001 году Буниа стал ареной ожесточенных боев между ленду и хема, в результате которых погибли сотни людей. В мае 2001 года в Итури были убиты шесть сотрудников Красного креста. В 2001 году насчитывалось 48 тыс. перемещенных ленду.

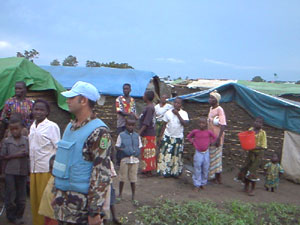
Беженцы в городе Буниа под охраной миротворцев ООН, 2004 год

В конце 2002 года сотни деревень, где проживали ленду, были уничтожены в результате ударов с воздуха, которые наносили по ним вертолёты угандийской армии, а также в результате нападений хема.
3 апреля 2003 года боевики ленду за три часа убили 966 гражданских лиц народности хема в районе города Дродро. За первые четыре года столкновений (1999—2003) в общей сложности погибло 50 000 человек.
Лишь к концу марта 2004 года миссии ООН в ДРК удалось смягчить остроту конфликта благодаря принуждению к миру и восстановлению правопорядка. Миротворцы ООН в марте 2005 года в результате спецоперации убили 50 повстанцев ленду в 30 км к северу от города Буниа. Спецоперация полковника Доминика Деманжа стала акцией возмездия за убийство 9 миротворцев из Бангладеш в феврале того года.
По сообщениям правозащитных международных организаций, в ходе конфликта неоднократно отмечались факты каннибализма.

## Судебные преследования и скандалы
В 2006 году перед Международным уголовным судом предстал лидер Союза конголезских патриотов Томас Лубанга Дьило за вовлечение несовершеннолетних в конфликты и принуждение их к участию в этнических чистках.
В 2007 году обнаружились факты, что миротворцы ООН из пакистанского батальона майора Занфара (размещенного в Итури в 2005 году) продавали боевикам оружие в обмен на золото.
В декабре 2012 года Международный уголовный суд оправдал Матье Нгуджоло Чуи из Демократической Республики Конго. Он обвинялся в совершении военных преступлений и преступлений против человечности во время итурийского конфликта. Судьи в своем решении постановили, что представленные обвинением доказательства и показания свидетелей не позволяют в полной мере без сомнений прийти к заключению о том, что Матье Нгуджоло Чуи был командиром боевиков, которые причастны к нападению на деревню Богоро.